# لويس كاريراس
لويس كاريراس (بالإسبانية: Lluís Carreras Ferrer) هو مدرب كرة قدم ولاعب كرة قدم إسباني، ولد في 24 سبتمبر 1972 في سان بول دي مار في إسبانيا. شارك مع منتخب إسبانيا تحت 16 سنة لكرة القدم ومنتخب إسبانيا تحت 18 سنة لكرة القدم ومنتخب إسبانيا تحت 21 سنة لكرة القدم ومنتخب كاتالونيا لكرة القدم. أما مع النوادي، فقد لعب مع أتلتيكو مدريد وديبورتيفو ألافيس وراسينغ سانتاندير وريال أوفييدو وريال مايوركا وريال مورسيا ونادي برشلونة ب ونادي برشلونة.

## وصلات خارجية
- لويس كاريراس على موقع قاعدة بيانات كرة القدم.إي يو (الإنجليزية)
- لويس كاريراس على موقع Soccerway.com (الإنجليزية)
- لويس كاريراس على موقع عالم كرة القدم.نت (الإنجليزية)